# Chorebus sulcimarginis
Chorebus sulcimarginis är en stekelart som beskrevs av Vladimir Ivanovich Tobias 1998. Chorebus sulcimarginis ingår i släktet Chorebus och familjen bracksteklar. Inga underarter finns listade i Catalogue of Life.